# Henodontidae
De Henodontidae zijn een monotypische familie van uitgestorven reptielen, behorende tot de superfamilie der Cyamodontoidea. De enige soort die de familie telt is Henodus chelyops.